# Courbe fermée
Une courbe est dite fermée quand elle se replie sur elle-même. Plus précisément, c'est un arc paramétré défini par une fonction périodique. Ces courbes vérifient un certain nombre de propriétés particulières, qui paraissent souvent intuitives mais n'en posèrent pas moins de sérieuses difficultés aux mathématiciens.
La fonction de paramétrisation est supposée dans cet article au moins continûment dérivable. Si elle est seulement continue, on parle de lacet. De plus, l'arc est supposé plan. L'étude de la disposition des courbes dans l'espace de dimension 3 fait appel à la théorie des nœuds.
On dit que la courbe fermée est simple quand elle n'admet pas de point double (cf l'article paramétrisation). On supposera la courbe continûment dérivable.

## Théorème de Jordan
Ce résultat de Jordan paraît d’une simplicité déconcertante : une courbe plane fermée simple délimite deux domaines du plan, l'un borné, l'autre non (l'«intérieur» et l'«extérieur»). Pour énoncer ce théorème il faut employer le vocabulaire de la topologie, avec la notion de connexité.

## Théorème isopérimétrique
Le cercle est la courbe fermée de plus petite longueur enserrant un domaine d'aire donnée.
Plus précisément, soit une courbe fermée définie par une fonction périodique, continûment dérivable. Soient L sa longueur et A l'aire du domaine qu'elle borne.
Alors
De plus il y a égalité si et seulement si la courbe est un cercle.
Enfin le théorème reste vrai quand on suppose la courbe seulement de classe {\displaystyle {\mathcal {C}}^{1}} par morceaux et continue.
Cette question est traitée de manière élémentaire dans l'article Isopérimétrie et plus poussée dans Théorème isopérimétrique.

## Théorème des quatre sommets
Il faut cette fois supposer que l'arc a au moins la régularité {\displaystyle {\mathcal {C}}^{3}}. On appelle sommets de l'arc les extrema de la courbure. Par exemple on retrouve bien les sommets au sens usuel de l'ellipse, puisque c'est en ces points qu'elle a la courbure la plus forte ou la plus faible.
Une courbe fermée, simple, strictement convexe, a au moins quatre sommets.